# Río Garona
El río Garona (en francés: Garonne; en occitano: Garona) es uno de los grandes ríos de Europa Occidental, uno de los más importantes de la vertiente atlántica. Nace en España y discurre principalmente por Francia. Con una longitud de 568,9 km —con 47 km en España y 521,9 km en Francia sin contar el estuario, según el Sandre— es el 3.er río de la vertiente atlántica francesa, el 5.º del país y el 34.º de Europa. Drena una amplia cuenca de 55 846 km² —la 52.ª europea— y con más de 55 000 km² drenados en Francia, la 4.ª mayor del país.
Nace en el Pirineo central, en el Valle de Arán, provincia de Lérida, España. Ya cerca del mar, en las inmediaciones de Burdeos (Gironda) Francia, el Garona se encuentra con el Dordoña formando entre ambos el estuario de Gironda, que tiene unos 65 kilómetros de longitud y desemboca en el golfo de Vizcaya (Atlántico).
En Francia el río fluye por dos regiones —Occitania y Nueva Aquitania— y 4 departamentos —Alto Garona, Lot y Garona, Tarn y Garona y Gironda —, dando nombre a tres de ellos. Atraviesa dos importantes capitales regionales —Toulouse (Alto Garona)(466 297 hab.), capital de Occitania, y Burdeos (Gironda) en Francia. (239 157 hab.), capital Nueva Aquitania—, además de bañar otras importantes ciudades (en dirección aguas abajo): Montréjeau (2872 hab.), Saint-Gaudens (11 255 hab.), Muret (24 975 hab.), y Blagnac (23 416 hab.), en Alto Garona, Francia; Verdun-sur-Garonne (4660 hab.), Castelsarrasin (13 765 hab.), en Tarn y Garona, Francia; Agen (34 126 hab.), Tonneins (8973 hab.), Marmande (17 748 hab.), en Lot y Garona, Francia; y La Réole (4091 hab.) y Langon (7396 hab.), en Gironda, Francia.
En España discurre por el Valle de Arán, en la provincia de Lérida. Cruza los pueblos de Salardú, Artiés, Viella (capital de la comarca), Bosost y Lés.
Es un río muy caudaloso debido a que recibe las aguas de los Pirineos y luego, por su margen derecha, las del Macizo Central francés, principalmente a través del Lot y el Tarn. Tiene diez afluentes de más de 100 km —Lot (485 km), Tarn (380 km), Baïse (188 km), Gers (175 km), Ariège (163 km), Save (148 km), Gimone (136 km), Dropt (132 km), Arrats (131 km) y Louge (100 km)—, además de otros ocho subafluentes de esa longitud —Aveyron (291 km) y Agout (194 km), afluentes del Tarn; Viaur (168 km), afluente del Aveyron; Truyère (167 km) y Célé (104 km), afluentes del Lot; Hers-Vif (135 km), afluente del Ariège; Osse (120 km), afluente del Gélise y subafluente del Baïse; y Dadou (116 km), afluente del Agout.
El río en su curso francés ha sido casi totalmente acondicionado, tanto para el riego y la producción de energía eléctrica como para evitar inundaciones en épocas de crecidas, lo que ha permitido una navegación segura en gran parte de su curso, con importantes puertos fluviales —Burdeos, Agen o Toulouse— e incluso un servicio de cruceros fluviales. El Garona representa un papel muy importante en la navegación interior ya que permite que los barcos oceánicos alcancen el puerto de Burdeos y que gracias a un canal lateral del Garona —inaugurado en 1856 con 193 km de longitud—, las barcazas remonten aguas arriba hasta Toulouse y, a través del canal del Midi, lleguen a Sète y la costa mediterránea. La marea se hace sentir hasta Casseuil, 12 km aguas arriba de Langon.
Desde los Pirineos a Burdeos (Gironda) Francia, el río se ha acondicionado para la producción de energía hidroeléctrica (hay 37 centrales) y más recientemente, se han construido dos centrales nucleares en su curso bajo, una en el estuario, en Blayais (1976) y otra en Golfech (1991).
Su caudal medio anual, medido en Mas-d'Agenais, es de 631 m³/s (más que el Sena en su desembocadura), que alcanzó el máximo el 5 de marzo de 1930 con 5700 m³/s. El Garona es el 4.º río más caudaloso de Francia y el segundo de los ríos europeos que desembocan directamente en la costa atlántica, después del Loira (sin considerar los que desaguan en los mares del Norte, Báltico y Blanco). Tiene fluctuaciones estacionales bien marcadas, pero no excesivas. Las aguas altas corresponden al invierno y primavera y el estiaje va de julio a octubre, ambos inclusive, con una disminución en el caudal promedio mensual hasta 190 m³/s en agosto, un caudal que sigue siendo considerable. Sin embargo, las fluctuaciones en el flujo son más importantes en función del año, o las observadas durante períodos cortos. Las inundaciones más fuertes han sido las de 1835, 1855 y 1875. El 18 de junio de 2013, el Garona se desbordó a causa de las fuertes lluvias y del deshielo, afectando a la gran parte de las poblaciones del Valle de Arán, causando pérdidas de más de 20 millones de euros.
El Garona es uno de los pocos ríos del mundo que cuenta con ola de marea (tidal bore o mascaret). Los surfistas pueden remontar la ola de marea hasta el pueblo de Cambes, a casi (100 km) de la costa del océano Atlántico. También cuenta con este fenómeno el Dordoña.

## Origen del nombre
El nombre Garona proviene de Garumna,[cita requerida] nombre que, al parecer, contiene la palabra aquitana[cita requerida] -unn, onna, 'fuente, río' y que se encuentra en el nombre de varios ríos de Europa occidental tales como Saona. En las fuentes latinas aparece como Garunna (Garuna) (Julio César, por ejemplo, lo recoge como Garumna).
Otra hipótesis sugiere que «Garona» procedería del protoeuskera gar y ona.[cita requerida] 'Gar' hace referencia al 'agua' (como en garbi o garoa) y ona significa 'bueno'. Esta hipótesis se ve reforzada por el lugar donde tradicionalmente se ha marcado como nacimiento del río: La Bonaigua.[cita requerida]

## Geografía

### El curso del Garona
El Garona se puede considerar dividido en varias partes, que en dirección aguas abajo son las siguientes:
- un recorrido montañoso en dirección S-N, desde su formación en los Pirineos Centrales españoles;
- un recorrido de piedemonte de dirección O-E, a lo largo de la cadena central pirenaica;
- un primer recorrido de llanura de dirección SO-NE, hasta la confluencia con el Ariège y la ciudad de Toulouse;
- un segundo recorrido de llanura de dirección SE-NO hasta la ciudad de Burdeos;
- la desembocadura desde la ciudad de Burdeos y la confluencia con el Dordoña hasta el golfo de Gascuña.

El punto triple entre las tres divisorias de las cuencas del Garona, del Loira y del Ródano se encuentra en el departamento de Lozère, en una "cumbre" del monte Planas (44°33′12″N 03°43′23″E / 44.55333, 3.72306, altitud: 1271 m) en la comuna de Allenc muy cerca del límite con la de Belvezet, al noroeste del «Carrefour de la Pierre Plantée» con un menhir cercano.

### Nacimiento y curso en España
Tradicionalmente se ha aceptado como nacimiento del río a la cima situada en el Pla de Beret conocida como el Uelh deth Garona, pero a la vista de los datos cartográficos (Mapa Topográfico Nacional, serie 1:25.000) parece más adecuado considerar como auténtica fuente al circo de Saboredo y a los lagos de Ratera, donde nace el río Ruda a 2580 m s. n. m., para llegar tras 12 km de recorrido al Pont deth Ressèc (confluencia con el Aiguamog y desagüe del Uelh deth Garona). El bosque de ribera del curso alto del río en España está protegido bajo la denominación de Ribera del Garona.
Últimamente se ha popularizado la opinión de que el Garona nace a los pies del pico Aneto, en la dolina del Forau de Aigualluts donde el agua del deshielo se filtra para volver a salir a la superficie por los Uelhs deth Joeu, en la Artiga de Lin. El recorrido del Joeu desde Aigualluts hasta la Artiga de Lin es un curioso fenómeno kárstico descubierto en 1931 por el geólogo francés Norbert Casteret, que vertiendo 60 kg de fluoresceína en la sima de Aigualluts, comprobó que el agua teñida resurgía en los mencionado Uelhs deth Joeu (Artiga de Lin, Valle de Arán), a una distancia de casi 4 km en línea recta.
Sin embargo, la información cartográfica disponible demuestra que:
- La altura de la cuenca de Aigualluts (2000 m s. n. m.) es inferior a la de Saboredo (2500 m s. n. m.). Además, el punto de confluencia del Joèu con el valle principal es también mucho más bajo (800 m) que el del Ruda (1500 m s. n. m.).
- El recorrido Aigualluts-Las Bordas es de 11,5 km, mientras que el de Saboredo-Pont deth Ressèc es de 12 km.
- El caudal medio anual aportado por el río Joèu (desagüe de Aigualluts) al cauce principal es de (2,16 m³/s, mientras que en el punto de confluencia, el Garona ya lleva 17,17 m³/s.[4]

Los datos referidos al Ruda-Garona son prácticamente idénticos si se aplican al río Aiguamog, si bien el punto de confluencia del citado río con el valle principal está algo más abajo que el de Ruda-Garona. Así pues, si se atienden los criterios de altura del primer caudal permanente, del recorrido del mismo, y del caudal medio aportado, el circo de Saboredo y el puerto de Ratera son el lugar de nacimiento del Garona.
Hasta entrar en territorio francés, pasado el Puente del Rey, el Garona recibe los aportes principales del Ruda (I), Aiguamòg (I), Unhola (D), Valarties (I) Negro (I), Varradós (D), el mencionado Joèu (I) y el Torán (D), y pasando por los principales pueblos del Valle de Arán, como Arties (476 hab.), Viella (5459 hab.), Bosost (1123 hab.), Lés (958 hab.) y Las Bordas (250 hab.).
- El Garona en España
- Circo de Saboredo, uno de los lugares propuestos de nacimiento del Garona, en concreto del Ruda-Garona.
- Forau d'Aigualluts, otra de las supuestas fuentes del Garona
- El Garona en Arties
- Vista del Garona atravesando Bosost
- El Garona entrando en Lés

### Curso en Francia

#### Montaña y piedemonte
El río corre hacia el norte, entrando en Francia por el Puente del Rey (en la comuna de Fos, departamento de Alto Garona) con un área drenada hasta ese lugar de solamente 521,9 km. El río irá acompañado en la margen derecha por la carretera N-125 y a menos de 1,5 km de la frontera hay una presa con un pequeño embalse, poco antes de alcanzar Fos (con 247 hab. en 2014), donde el río gira hacia el NO. Sigue al poco por las pequeñas localidades de Argut-Dessous (27 hab.), Arlos (97 hab.) y Saint-Béat (393 hab.), una pequeña localidad considerada «llave de Francia» (clef de France) en la que desde tiempos romanos se han explotado canteras de mármol, un mármol blanco usado especialmente en el reinado de Luis XIV.
En Chaum (188 hab.) recibe, por la margen izquierda, al primero de sus afluentes de importancia, el Pique (de 32,9 km), que desciende de los macizos de Luchon. El río irá acompañado desde aquí, por la margen izquierda, por otra carretera más, la D-825. Pasa después el Garona en este tramo montañoso por las pequeñas localidades de Esténos (185 hab.) y Fronsac (202 hab.), donde se conservan las ruinas de un castillo de los condes de Cominges. Luego su curso señala, durante un tramo de algo más de 15 km e intermitentemente, el límite departamental entre Alto Garona (E) y Altos Pirineos (O). En ese tramo el valle cambia gradualmente a un paisaje de suaves colinas boscosas, y pasa por Galié (89 hab.), Bertren (210 hab.), Luscan (60 hab.), Loures-Barousse (611 hab.), Labroquère (328 hab.) y Valcabrère (146 hab.) —donde se conserva la basílica de Saint-Just de Valcabrère— , en las afueras de Saint-Bertrand-de-Comminges (237 hab.). El Garona pasa a menos de un kilómetro, por la derecha, de la histórica capital del medieval condado de Cominges, situada en un lugar estrátegico hacia los puertos españoles ya poblado desde tiempos romanos y en la encrucijada con el Chemin du Piedmont, la ruta jacobea que bordeaba el extremo norte de los Pirineos. En la hoy pequeña localidad aún se conserva un rico patrimonio que atestigua su importancia pasada, como la catedral de Nuestra Señora.
- El Garona en su curso montañoso
- Presa de Plan d'Arem, antes de Fos
- El río atravesando la localidad de Fos
- El Garona atravesando Saint-Béat
- El Garona en el límite de Valcabrère y Labroquère
- Vista de la histórica Saint-Bertrand-de-Comminges en la salida del valle pirenaico que desciende el Garona
- La catedral de Nuestra Señora, a un kilómetro del Garona

Tras pasar por Seilhan (202 hab.) y Jaunac (137 hab.) —a menos de 1 km de las grutas de Gargas— el Garona abandona el Pirineo y recibe enseguida, en Gourdan-Polignan (1223 hab.), al Neste (de 73 km), que le aborda por la izquierda. Llega inmediatamente a Montréjeau (2872 hab.), la primera localidad de importancia de su curso alto. Localizada a una altitud de 468 m, esta antigua bastida fundada en 1272 bajo el reinado de Felipe III, ofrece un soberbio panorama de la cadena pirenaica. Cerca de la localidad está el château de Valmirande, un palacete del siglo XIX clasificado en 1992 como monumento histórico.
Cambia de dirección el Garona para dirigirse hacia el noreste, en un recorrido sinuoso por el piedemonte, con abundantes aunque cortos meandros, que discurre por la parte central de un amplio valle (llanura fluvial) que también aprovechan varias infraestructuras: la A-64 para llegar hasta Toulouse y la D-817 (hasta Martres-Tolosan); y el ramal de la SNCF desde Tarbes a Toulouse, cuyo trazado irá parejo al río desde Gourdan-Polignan, cambiando varias veces de margen. Tras pasar el Garona por las pequeñas localidades de Huos (486 hab.), Ausson (561 hab.), Pointis-de-Rivière (851 hab.) —donde una pequeña presa permite derivar agua por un canal lateral, el canal de Camon—, Clarac (616 hab.), Bordes-de-Rivière (491 hab.) y Valentine (885 hab.), ambas muy próximas por el sur a la ciudad de Saint-Gaudens (11 255 hab.), la que fue capital económica del Comminge. Aquí en 1959 se instaló una papelera, Fibre Excellence Saint-Gaudens, totalmente renovada en 1992. En el río se ha construido otra pequeña presa para alimentar otro canal que permite evitar una zona de rápidos.
Continua luego el Garona su avance pasando por Miramont-de-Comminges (776 hab.) y Estancarbon (616 hab.), para recibir después, por la margen derecha, al río Ger (37,2 km). El río se encamina hacia el noreste y tras pasar por Lestelle-de-Saint-Martory (448 hab.) llega a Saint-Martory (944 hab.), donde una nueva derivación mediante una pequeña presa permite derivar agua para el canal de Saint-Martory. El canal es un canal de irrigación de 71,2 km de longitud construido en 1866 e ideado también como canal de navegación, aunque la inauguración del ferrocarril lo hizo ya innecesario.
- El Garona en el piedemonte antes de los Pequeños Pirineos
- El puente de Gourdan, en Gourdan-Polignan, un puente del siglo XIX inscrito como Monumento Histórico
- El Château de Valmirande, cerca de Montréjeau
- Puente en Miramont-de-Comminges
- Puente en Saint-Martory
- Iglesia de Saint-Martory

Al poco el Garona inicia la corta travesía de los Pequeños Pirineos, la parte occidental de los Prepirineos, al oeste del valle del Volp, y alcanza Mancioux (442 hab.) —donde recibe por la izquierda al río Noue (44,2 km)—, Roquefort-sur-Garonne (796 hab.) —donde recibe por la margen derecha al Salat (78 km), descendido de Saint-Girons— y Boussens (1122 hab.), donde el Garona talla una garganta para dejar atrás las últimas estribaciones de los Pequeños Pirineos y alcanzar enseguida Martres-Tolosane (2288 hab.). Nuevamente otra pequeña presa permite derivar agua para un nuevo canal lateral. Sigue su lento avance el río pasando por Mauran (206 hab.), Cazères (4871 hab.) —otra antigua bastida donde otra presa alimenta otro canal lateral— Gensac-sur-Garonne (401 hab.) y Saint-Julien-sur-Garonne (537 hab.), donde está «Le Village Gaulois - L'Archéosite», un pequeño parque a orillas del río que recrea la vida en una pequeña aldea gala.
- El Garona en la llanura antes de Toulouse
- Derivación de agua del canal de Saint-Martory
- El canal de Saint-Martory en Boussens
- El Garona en Boussens
- Puente en Saint-Julien-sur-Garonne
- El Garona entre Saint-Julien-sur-Garonne (izqda) y Rieux-Volvestre

Continúa por Salles-sur-Garonne (554 hab.) —con otra presa y un canal lateral donde hay incluso un club de vela— y Carbonne (5377 hab.), donde recibe por la derecha al río Arize (83,8 km). Entre ambas, al otro lado del río, a un par de kilómetros a ciudad medieval de Rieux-Volvestre se asoma al Arize con su antigua catedral reflejo de tiempos mejores. Pasa enseguida por las pequeñas localidades de Marquefave (997 hab.), Capens (997 hab.), Noé (2863 hab.), Mauzac (1228 hab.), Le Fauga (1960 hab.) y finalmente la ciudad de Muret (24 975 hab.), en la confluencia, por la izquierda, con el río Louge (100,1 km). El 12 de septiembre de 1213 se celebró en el lugar la batalla de Muret, que hizo entrar Muret en la historia, una batalla de la cruzada albigense que cambió los horizontes de ambos lados de la frontera pirenaica y vio inclinar el destino de los occitanos. En Muret falleció el rey Pedro II de Aragón, que había llegado en refuerzo de las fuerzas locales occitanas y esa derrota de las tropas occitano-aragonesas anunció la anexión del Languedoc a la corona de Francia y el fin de los cátaros.
Sigue después el Garona por Roques (4402 hab.), Roquettes (4182 hab.), Pinsaguel (2793 hab.) y Portet-sur-Garonne (9609 hab.), ya en los suburbios de Toulouse, donde recibe por la derecha a uno de sus principales afluentes pirenaicos, el de más caudal, el río Ariège (163,5 km). Un área de la confluencia de 579,07 ha está protegida desde el 4 de junio de 2015 al haberse declarado la Reserva natural regional Confluencia Garona-Ariège (Réserve naturelle régionale Confluence Garonne-Ariège).
- El Garona antes de Toulouse
- Atravesando Cazères
- El Garona en Salles-sur-Garonne
- Puente del Jumelage en Carbonne
- El río en Capens
- Vista aérea del río en Mauzac
- El río en Roques
- Confluencia del Garona (izqda.) y el Ariège (dcha.)

#### La travesía de Toulouse
El Garona llega a Toulouse desde el sur, con un amplio cauce de entre 100−200 m. Deja en su curso dos amplias islas que han sido urbanizadas: las islas del Ramier (Empalot y Gran Ramier, donde está el Stadium). Son muchos los puentes que conectan esas islas y ambas márgenes de la ciudad, empezando por los viaductos de la A-620, la pasarela de la Poudrerie, el , puente de la Croix de Pierre (1966), el puente Saint-Michel (1844, 1890, 1962), puente Nuevo (1632), puente Saint-Pierre (1852, 1931,1987), puente de los Catalanes (1908) y los viaductos de la A-620 y de la A-621 y por último, el puente de Blagnac, en el norte de la ciudad.
Entre el puente de Saint-Pierre y el puente de los Catalanes, el Garona es desviado, por la margen derecha, para alimentar el canal de Brienne, que enlaza, a poco más de 200 m y en el mismo Touluose, con el Port de l'Embouchure, que desde 1681 conecta con el canal del Midi. En este intercambiador están las bocas ennoblecida por los ponts-Jumeaux. Con este enlace las barcazas pueden remontar el Garona y, a través del canal del Midi, llegar a Sète y la costa mediterránea.
Los muelles y las orillas del Garona se acondicionaron en el siglo XVIII. Los muelles Henri Martin y el muelle Tounis, construidos en ladrillo, se levantaron para contener las inundaciones y permiten caminar a lo largo del río y descubrir los antiguos puentes de Toulouse. Con razón considerado como el puente más antiguo de la ciudad, el puente Neuf, con una longitud de 220 m, no es solo una obra maestra si no el primer puente que pudo resistir las muchas inundaciones del Garona. Un poco más abajo del Garona está el Bazacle, un vado cruzable alrededor del cual se fundó la primitiva Toulouse. Ahora hay ahí un dique para mantener un nivel suficiente de agua en el Garona durante los meses de verano.
El río pasa cerca de muchos edificios y espacios históricos, como la pradera de los Filtros (donde se filtraba el agua para su consumo humano) y Le Château d'eau (una torre de ladrillo con un depósito de agua), la Escuela de Bellas Artes, el antiguo Hôtel-Dieu Saint-Jacques, el Hôpital de La Grave (un antiguo hospicio para enfermos de la peste), la pasarela Viguerie, la basílica de la Dorada, Les Abbatoirs (museo de arte moderno y contemporáneo en los jardines Raymond VI.) o el espace EDF Bazacle.
- Puentes en Toulouse
- Puente de St Pierre
- Puente de los Catalanes desde el jardín Raymond VI
- Puente Nuevo
- Puente Saint-Michel
- Puente de Blagnac

#### Desde Toulouse a Burdeos
El Garona deja Toulose en dirección casi norte, y tras recibir por la izquierda al corto río Touch (74,5 km) pasa al poco por la ciudad de Blagnac (23 416 hab.), hoy un suburbio de Toulouse. Blagnac, donde está el aeropuerto Toulouse-Blagnac es la sede de Airbus, y uno de los principales polos de la industria aeronáutica mundial. El origen se remonta a la instalación de la fábrica de Sud-Aviation que desarrolló el Caravelle (1958), el Puma (1969) y el Concorde (1969). Ahora además de Airbus y Avions de Transport Régional, hay un centro de mantenimiento de Air France Industries y el espacio museográfico aeronáutico, Aeroscopia (inaugurado en 2015).
Sigue luego el Garona por Beauzelle (6111 hab.) —con la Base de sports et loisirs des Quinze sols—, Gagnac-sur-Garonne (2933 hab.) y Seilh (3109 hab.), localizada en la confluencia con el corto río Aussonnelle (42,4 km), que aborda al Garona por la izquierda. Sigue por Merville (5112 hab.) y Ondes (701 hab.) y, tras recibir por la derecha al pequeño río Hers-Mort (89,3 km), pasa frente a Grenade (8557 hab.). Granade es una antigua bastida fundada en 1290 que es el principal polo administrativo y económico del eje Toulouse-Montauban y nada más salir de esta ciudad, recibe el Garona por la izquierda al río Save (148,4 km), justo al entrar en el departamento de Tarn y Garona.
- El Garona después de Toulouse
- Lagos des Quinze Sols, en Blagnac, unas antiguas graveras hoy lugar de esparcimiento y recreo
- Rápidos en Beauzelle
- El Garona desde la pasarela que une Seilh y Gagnac-sur-Garonne
- El Save en Grenade-sur-Garonne, casi en la confluencia con el Garona

##### En el departamento de Tarn y Garona
Continua el Garona su avance en dirección NO pasando por Verdun-sur-Garonne (4660 hab.), Mas-Grenier (1366 hab.), y Bourret (849 hab.), muy próxima a Montech (6158 hab.), a orillas del canal de Garona, apreciada por su puerto deportivo y su pendiente de agua única en el mundo (un curioso ascensor de agua inaugurado en 1974 que impulsa una lámina de agua sobre la que deliza el barco). La importante ciudad de Montauban está a menos de 10 km, al oeste, pudiendo accederse a ella navegando desde el propio canal del Garona.
- El Garona en Tarn y Garona
- Puente colgante en Verdun-sur-Garonne
- Puente colgante en Bourret
- El Garona en Bourret
- Montech, a orillas del canal de Garona
- Las dos locomotoras que hacen funcionar la pendiente de agua de Montech

Sigue después el Garona por Cordes-Tolosannes (348 hab.) —donde está la abadía de Belleperche, establecida en 1130/1140—, Castelferrus (483 hab.), Saint-Aignan (415 hab.) y Castelsarrasin (13 765 hab.), donde recibe por la izquierda al corto río Gimone (135,7 km). Tras pasar por Saint-Nicolas-de-la-Grave (2192 hab.), recibe luego por la derecha al río Tarn (380,2 km), su segundo mayor afluente, que acaba de pasar por la ciudad de Moissac (a unos (3 km, con 12 408 hab.), y que llega desde el Macizo Central. El canal de Garona también pasa por Moissac antes de volver a discurrir próxima a la ribera derecha.
- El Garona en Tarn y Garona
- Abadía de Belleperche en Cordes-Tolosannes
- Puerto de recreo Jacques-Yves Cousteau, en el canal del Garona, inaugurado en 1997 en el centro de Castelsarrasin
- El canal lateral del Garona en Moissac
- Confluencia del Tarn y el Garona, poco antes de llegar a Boudou
- El Garona en Boudou
- El río en Auvillar, con el puente colgante
- El puente colgante de Auvillar
- Central nuclear de Golfech
- El río en Lamagistère

El Garona se vuelve cada vez más al noroeste, pasando por las pequeñas localidades de Boudou (719 hab.), Malause (1122 hab.) —donde se inicia el canal de Golfech que alimenta Valence d'Agen (5194 hab.)—, Auvillar (935 hab.), Espalais (400 hab.) y Saint-Loup (509 hab.) —donde recibe, por la izquierda, al río Arrats(131 km— y Donzac (1023 hab.). Llega luego a la central nuclear de Golfech, próxima al pueblo de Golfech (954 hab.), una central que entró en servicio en 1991 con una potencia instalada de 2620 MW. Recibe inmediatamente, por la derecha, al corto río Barguelonne (61,1 km y continua su avance por Lamagistère (1125 hab.) para al poco entrar en el departamento de Lot y Garona.

##### En el departamento de Lot y Garona
Alcanza pronto el Garona las pequeñas localidades de Saint-Nicolas-de-la-Balerme (392 hab.) —donde recibe por la izquierda al río Auroue (62,4 km) que señala el límite departamental—, Saint-Jean-de-Thurac (525 hab.) y Sauveterre-Saint-Denis (443 hab.). Tras recibir por la derecha al río Séoune (64,9 km) y por la izquierda al río Gers (175,4 km en Layrac (3520 hab.), llega a Boé (5552 hab.), muy próxima al aeropuerto Agen-La Garenne y alcanza al poco la ciudad de Agen (34 126 hab.). Agen ya fue una importante plaza desde la Edad Media, durante tres siglos plaza fronteriza entre los territorios ingleses y franceses, y que cambió de manos hasta once veces. En los siglos siguientes, Agen se benefició del auge del Garona como vía comercial, aventajando a la red de caminos mal mantenida, aumentando la producción agrícola y de las industrias alimentarias, así como la exportación de la producción de vino, harina y ciruelas. Cuenta con un reputado Musée des beaux-arts d'Agen. En 1981se ha establecido la «Reserva natural de desove del sábalo» (Réserve Naturelle de Frayère d'Alose) que protege 47,8 ha) y 2,31 km) del curso del Garona. En la travesía de Agen el Garona es cruzado por el puente-canal de Agen, un puente de 539 m que permite que el canal lateral del Garona cambie de margen del río. Inaugurado en 1849 y desde 2003 inscrito como monumento histórico, fue una importante obra de ingeniería en su día, el mayor puente-canal de Francia hasta finales del siglo XIX con la apertura del puente-canal de Briare en 1896.
- El Garona en Agen
- Agen visto desde el canal
- Puerto deportivo de Agen
- El puente-canal de Agen
- El puente-canal de Agen

Sigue el Garona después por Colayrac-Saint-Cirq (2902 hab.), Saint-Hilaire-de-Lusignan (1479 hab.), Clermont-Dessous (831 hab.), Saint-Laurent (518 hab.) y Feugarolles, donde recibe por la izquierda al río Auvignon (55,7 km). Pasa después por Port-Sainte-Marie (1924 hab.), Thouars-sur-Garonne (211 hab.), Saint-Léger (157 hab.) —donde recibe por la izquierda al río Baïse (187,7 km)— y Aiguillon (4324 hab.), en la confluencia por la derecha al río Lot (485 km). El Lot es el principal afluente del Garona y le aporta casi un cuarto de su caudal, recogido en el Macizo Central; es el segundo afluente más largo de Francia (tras el río Marne).
Continua luego el Garona por Nicole (268 hab.) , Monheurt (204 hab.) y la ciudad de Tonneins (8973 hab.), pasada la cual recibe por la derecha al río Tolzac (47,8 km). Sigue por Le Mas-d'Agenais (1481 hab.), Taillebourg (78 hab.), Fourques-sur-Garonne (1287 hab.), Saint-Pardoux-du-Breuil (609 hab.) y la pequeña ciudad de Marmande (17 748 hab.), pasada la cual recibe por la izquierda al río Avance (56,4 km) en Gaujac (262 hab.).
Sigue su lento discurrir el Garona alcanzando las pequeñas localidades de Couthures-sur-Garonne (356 hab.), Sainte-Bazeille (3143 hab.), Meilhan-sur-Garonne (1347 hab.) y Jusix (122 hab.), justo antes de abandonar Lot y Garona.
- El Garona después de Agen
- Tonneins visto desde el puente
- Puente sobre el garona y el canal lateral en Le Mas-d'Agenais
- El canal del Garona en Fourques-sur-Garonne
- Puente colgante de Marmande
- Couthures-sur-Garonne
- Canal en Meilhan-sur-Garonne

##### En el departamento de Gironda
Entra en el departamento de Gironde, donde sigue por Bourdelles (103 hab.), La Réole (4091 hab.), Floudès (84 hab.), Gironde-sur-Dropt (1230 hab.) —donde recibe por la derecha al río Dropt, también Drot (132,4 km)— y Casseuil (396 hab.), donde ya se hace sentir la marea. (Las oscilaciones características se pueden observar también en La Réole, 5 km aguas arriba (cuando el caudal es lo suficientemente bajo.)
Continua el Garona por Barie (289 hab.), Caudrot (1182 hab.), Castets-en-Dorthe (1169 hab.) —donde enlaza, por la izquierda, con el canal lateral del Garona—, Saint-Pierre-d'Aurillac (1351 hab.), Saint-Macaire (2089 hab.) y Langon (7396 hab.). En Langon pueden observarse claramente los efectos de importantes mareas y era el límite de la navegación para las grandes barcazas antes de inaugurarse el canal lateral del Garona. La historia de la ciudad es inseparable de la de Bazas, quince kilómetros al sur, importante centro militar y religioso de la antigüedad hasta el siglo XVIII, que tenía a Langon como puerto en el Garona, compitiendo en el tiempo con Burdeos. Tomando ventaja de su ubicación en un recodo del río en la confluencia, por la izquierda, con el arroyo Brion (12,9 km), Langon se convirtió en la Edad Media en una importante en una villa con mercado en el camino entre Burdeos y Agen.
Sigue el Garona bañando muchas pequeñas localidades eregidas a sus orillas, Preignac (? hab.), Barsac (2054 hab.) —donde recibe por la izquierda al río Ciron (96,9 km—, Loupiac (1151 hab.), Cadillac (2743 hab.), Béguey (1168 hab.), Podensac (3115 hab.), Rions (1576 hab.), Virelade (1030 hab.), Arbanats (1142 hab.), Paillet (1224 hab.), Portets (2615 hab.), Langoiran (2259 hab.), Beautiran (? hab.), Baurech (799 hab.), Cambes (1361 hab.) e Isle-Saint-Georges (537 hab.). Ya en las afueras de Burdeos, el Garona baña Quinsac (2145 hab.), Cadaujac (5845 hab.), Camblanes-et-Meynac (2801 hab.), Villenave d'Ornon (31 027 hab.) y Latresne (3352 hab.). Luego, tras pasar la pequeña isla de Ancines y pasar bajo el Puente François-Mitterrand (1993), en la parte sur de la circunvalación de Burdeos que soportando la autopista E5/E70, el Garona alcanza Bègles (26 437 hab.), ahora un suburbio de Burdeos donde una moderna incineradora ha sido construida en la misma orilla del río.
- El Garona en Gironde
- El Garona en La Réole
- Puente colgante en La Réole
- Confluencia del Drot y el Garona
- El río en Barie
- El Garona y el final del canal de Garonne, en Castets-en-Dorthe
- Puente en Castets-en-Dorthe
- El Garona en Langon
- Moderna incineradora en Bègles

#### El Garona en Burdeos
Burdeos (1 196 122 hab.)
Pasa por el Puerto de la Luna, el miroir d'Eau, el Quai des Chartrons, el Museo nacional de las Aduanas,
- Puentes en Burdeos
- Puente de piedra (Burdeos), de 1822
- Pasarela Eiffel (1860) y puente Saint-Jean (1965)
- Puente de Aquitania (1967)
- Puente François-Mitterrand (1993)
- Puente Jacques-Chaban-Delmas (2012)

#### De Burdeos al estuario
Al salir de Burdeos al Garona aún le queda un corto tramo de unos 20 km hasta la confluencia con el Dordoña en la que el río tiene una anchura en torno al medio kilómetro. Tras pasar bajo el puente de Aquitania, que soporta la circunvalación norte de la A630, el Garona abandona Burdeos por el norte, en una zona de instalaciones portuarias bastante degradada: pasa frente al Sector de Actividad Burdeos-Lac (izqda.) y la Zona Industrial del Puerto Autónomo de Burdeos (a dcha.). Tras pasar por Saint-Louis de Montferrand llega finalmente a la confluencia con el Dordoña, que le aborda por la derecha, un lugar en donde se ha construido el Complejo portuario de Ambes, frente a la pequeña localidad de Macau.
En Burdeos el río es muy ancho y está sometido a la influencia de las mareas. Cuando la marea está subiendo se forma un mascaret que remonta el río.· El agua salada del océano llega hasta Burdeos en el periodo de estiaje, cuando la marejada se puede ver aguas arriba de Cadillac en períodos de mareas altas.

## Hidrografía
El caudal del Garona depende, en su curso superior, aguas arriba de Toulouse, de la nieve caída y del deshielo de la nieve, y en su parte inferior, tiene un suministro de agua de lluvia debido a sus principales afluentes.
- el canal de Saint-Martory a con la toma de agua en Saint-Martory, toma 10 m3/s al río,[12]
- el canal lateral del Garona con la toma de agua en Toulouse por el canal de Brienne.

El SANDRE («Service d'administration nationale des données et référentiels sur l'eau») atribuye al río Garona el número de identificación 0 --- 00000 y el código genérico O --- 0000.·

### Crecidas del Garona
En Toulouse, el Garona ha sufrido numerosas inundaciones, sobre todo porque su margen izquierda ha estado tradicionalmente habitada. Hay registros de importantes crecidas en 1177, en 1220, en 1258, en 1430, en 1523, en 1536 y en 1589, en 1608, en 1658, en 1673, en 1675, en 1709, en 1712, en 1727, en 1750, en 1772, en 1788, en 1804 y en 1810, en 1827 y en 1835, en 1855 y en 1856.
En Toulouse, en 1827, el Garona alcanzó cuatro metros sobre el nivel ordinario llenando los arcos del puente de Piedra y del puente Nuevo. En 1835, el Garona llegó hasta los 5,35 m por encima del nivel del agua baja y pasó a través de las cuatro lunas del puente. En 1772, el Garona alcanzó 8,50 m.
- Crecida del Garona en 1835: 7,50 m en Toulouse Pont-Neuf
- Crecida del Garona en 1855: 7,25 m en Toulouse Pont-Neuf
- Crecida del Garona en 1875: 9,70 m en Toulouse Pont-Neuf (o 8,32 m d'après vigicrue).
- Crecida del Garona en 1879: 4,87 m en Toulouse Pont-Neuf
- Crecida del Garona en 1890: 3,30 m en Toulouse Pont-Neuf
- Crecida del Garona en 1900: 4,00 m en Toulouse Pont-Neuf
- Crecida del Garona en 1905: 4,24 m en Toulouse Pont-Neuf
- Crecida de 1927 en Aquitania, particularmente importante después de la confluencia del Garona con el Lot (sigue siendo crecida de referencia), insignificante aguas arriba.[17]
- Crecida del Garona en 1952: 4,57 m en Toulouse Pont-Neuf
- Crecida del Garona en 1977: 4,31 m en Toulouse Pont-Neuf
- Crecida del Garona en 2000: 4,38 m en Toulouse Pont-Neuf
- Crecida del Garona en 2004: 3,52 m en Toulouse Pont-Neuf

En 1777, el Garona sufrió una extraordinaria inundación hasta el punto de que el cura de Bourdelles se molestó en transcribir el evento, al final de los actos del año, en el registro parroquial de bautismos, matrimonios y defunciones:

Sea para la memoria que el 17 de mayo de septiembre de este presente año que el río de Garona siendo desbordado durante tres veces diferentes anegando y perdiendo totalmente la recolección de la parroquia de Bourdelles que obligó a los habitantes a cortar los Bleds heno y que no recogieron más que cuatro celemines menos dos picotazos de trigo, nueve de trigo de España, y todo del vino.
Soit pour mémoire que le dix sept May de cette présente année que la Rivière de Garonne étant débordée pendant trois diverses fois a noyé et perdu totalement la Récolte de la parroisse de Bourdelles qui obligea les habitants a faucher les Bleds foins, et qu'il ne ramasser que quatre boisseaux moins deux picotins froment, neuf de Bled d'Espagne, et du tout de vin.

### Hidrología: caudales

#### El Garona en Mas-d'Agenais
El caudal del río ha sido observado durante 76 años (1913-1988) en Mas-d'Agenais, localidad del departamento de Lot-et-Garonne situada a une docena de kilómetros aguas arriba de la villa de Marmande. La superficie de la cuenca aproximada en ese punto es de unos 52 000 km², que corresponde al 95 % del total del área drenada por el río (unos 55 000 km². La media anual del caudal o módulo del río en Mas-d'Agenais es de 631 m³/s (más que el Sena en su desembocadura, que es de unos 540 m³/s).
El Garona presenta fluctuaciones estacionales bien marcadas, pero no excesivas. Las aguas altas corresponden al invierno y primavera, y se caracterizan por flujos mensuales medios que van desde 832 m³/s hasta 1030 m³/s, de diciembre a mayo inclusive (con un ligero pico en febrero). Desde finales de mayo, la tasa disminuye gradualmente llevando a las aguas bajas del verano. Estas se dan de julio a octubre, ambos inclusive, y se acompañan de una disminución en el caudal promedio mensual hasta 190 m³/s en agosto, un caudal que sigue siendo considerable. Sin embargo, las fluctuaciones en el flujo son más importantes en función del año, o observadas durante períodos cortos.
| Caudal medio mensual del Garona en la estación de Mas-d'Agenais (en m³/s. Datos calculados en el período de 76 años, 1913-1988) |
| |

#### Estiaje o aguas bajas
En el estiaje, el VCN3 puede bajar hasta 77 m³/s, en caso de período quinquenal seco, que no es en absoluto severo. Así, la tasa del Garona, , en tiempos de sequía, sigue siendo mucho mejor que las del Sena o el Loire.

#### Crecidas
Además, las crecidas del río pueden ser muy importantes, agravadas por el gran tamaño de su cuenca. El QIX 2 y QIX 5 son, respectivamente, 3500 y 4400 m³/s. El QIX 10 asciende a 5000 m³/s, y el QIX 20 es 5500 m³/s. En cuanto al QIX 50, equivale a no menos de 6300 m³/s, casi el flujo medio o módulo Danubio al final de su discurrir. Por lo tanto la posibilidad de grandes desbordamientos es una amenaza constante.
El caudal máximo diario registrado en Mas-d'Agenais fue de 5700 m³/s el 5 de marzo de 1930, durante la inundación histórica de 1930. Al comparar este valor con la escala de QIX señalada anteriormente, parece que esta inundación fue un poco más grande que la inundación de veinte años calculado por el QIX 20 (una inundación de veinte años tiene, cada año, una probabilidad de 1/20 de suceder).
También puede observarse que las estimaciones de la inundación del Garona en 1875, donde al menos 10 000 m³/s habrían pasado aguas abajo de la confluencia con el Tarn.

#### Lámina de agua y caudal específico
Aunque gran parte de las llanuras de la cuenca tienen escasez de precipitaciones, hasta el punto de requerir obras de irrigación, el Garona es un río caudaloso, poderosamente alimentado por las fuertes lluvias en los altos picos de los Pirineos Centrales y de una buena parte del macizo Central. La lámina de agua más allá de sus cantidades de cuencas a 384 milímetros por año, que es significativamente más alta que el promedio general de Francia en todas las cuencas (320 milímetros por año). La velocidad de caudal específico (o Qsp) alcanzó 12,1 litros por segundo y por kilómetro cuadrado de cuenca.

### Hidrología: el estiaje (julio-octubre)
Los caudales generalmente bajos en verano y otoño, periodo llamado de estiaje, coinciden con importantes extracciones. Para limitar los riesgos para el Garona y evitar conflictos entre usos, se asegura la recarga a partir de los embalses en los Pirineos. Los usos que extraen agua del río son (datos promedio sacados del Plan de Gestión d'Étiage du 1er juillet au 31 octobre):
- agua potable: regular en todo el año, las cantidades de consumo de agua potable, en el estiaje, son de cerca de 60 hm³. Una tercera parte se consume y los dos tercios restantes son devueltos al medio ambiente. Sin embargo, los efluentes de las plantas de tratamiento tienen un impacto aún más importante cuando el nivel de agua es bajo.

- Industria: las extracciones industriales (nuclear, hidroelectricidad, papeleras...) son regulares a lo largo del año, representan en el estiaje 108 hm³. Esta agua se restaura en gran medida, y el consumo neto representa apenas un 7% de las extracciones, pero puede causar variaciones de caudal instantáneas perjudiciales para el ecosistema y otra actividades.

- Agricultura: la irrigación representa el 40% de las extracciones en el estiaje, pero el 80% del consumo, ya que poca del agua de riego se devuelve al medio. Sin embargo, en el ciclo biológico de las plantas de mayo a septiembre, las primeras necesidades son atendidos por la hidrología natural y las precipitaciones. El posible impacto del bombeo para la agricultura sólo se inicia a mediados de julio y a principios de septiembre comienza a desaparecer. Si todavía es bajo en comparación con los flujos naturales en años húmedos, puede ser decisivo en años secos (mínimo de 93 hm³ y máximo de 188 hm³). Aguas abajo de la cuenca, la extracción neta agrícola (no compensada, con un peso por tanto en el recurso natural) puede alcanzar, en lo más alto de la temporada de riego (entre el 25 de julio y 5 de agosto), 20−25 hm³; el objetivo de estiaje es de un caudal de 110 m³/s.

- Transferencias de agua: representan hasta 212 hm³. Tres canales derivan el agua durante los cuatro meses de estiaje: el canal de Garonne y el canal de Saint-Martory (incluyendo retiros en el Garona, sin compensación, pesando sobre los recursos naturales cuando se agota) y el canal del Neste (en el que la derivación en Neste Aure se compensa al 50% por los lagos de altitud de Néouvielle).

- El caudal de estiaje: los acuerdos plurianuales de caudal de estiaje movilizan ya, y desde 1993, más de 50 hm³) de recursos aguas arriba de Toulouse (de 30−70 hm³ son movilizados dependiendo del año). En esta acción, el promedio de volumen movilizado es de 25 hm³ (mínimo 12 hm³ y máximo 46 hm³) ya que hay veranos húmedos, veranos secos y lluvias otoñales más o menos tardías.[21]

## Navegación
En otros tiempos importante eje de navegación y del transporte de mercancías, el río Garona es ahora navegable hasta para los barcos más grandes (los buques de carga, contenedores...) en su estuario, hasta el Puente de Piedra en Burdeos, y para grandes barcazas hasta Langon. El tráfico fluvial toma a continuación el Canal del Garona que se dedica casi exclusivamente al turismo fluvial.
La navegabilidad del Garona se ha mantenido estable desde los tiempos antiguos en un buen tramo.
El transporte de grandes barcazas se ha reanudado hasta Langon gracias a la construcción aeronáutica y especialmente del avión A380 en los talleres de Toulouse.
El Ville de Bordeaux es uno de los tres barcos construidos para el transporte de piezas del A380 hasta Pauillac (Gironde) que son transferidas a continuación a una de los dos barcazas, el Breuil y el Brion, remontando el Garona hasta Langon. Los componentes principales que comprenden los dispositivos de la gama Airbus se producen en fábricas repartidas por toda Europa, pero las líneas de montaje se encuentran en el sitio del aeropuerto de Toulouse-Blagnac en Francia o en aeropuerto de Hamburgo-Finkenwerder de Alemania. Estos desplazamientos entre los diferentes sitios de producción y montaje se realizaban en grandes camiones o por el aire, gracias al Beluga, un Airbus A300-600ST cuyo fuselaje fue especialmente modificado para recibir piezas de gran tamaño. Sin embargo, con las dimensiones del A380, el uso de esa aeronave se hizo imposible y por lo tanto Airbus implementó un sistema combinado de transporte por aire, mar y tierra, mediante barcos, barcazas y camiones.

## Antiguas prácticas

### Puentes
A lo largo de su historia, en el Garona se construyeron muchos puentes para franquearlo, construidos sobre todo en las ciudades de Burdeos y Toulouse. Entre los viejos puentes, destacan el puente de Montaudran y el puente de Velours. En 1789, el puente aguas abajo de Montréjeau era todavía de madera.
En 1860 la compañía de los caminos ferroviarios del sur construyó la vía férrea para conectar Toulouse con Tarbes (antes de llegar a Bayona) y necesitó erigir seis puentes sobre el Garona: dos puentes en Empalot, dos en los lugares conocidos como Fourqs y Appas y dos más en Valentine y en Montréjeau.

### Flotage
El flotaje o maderada —transporte de los troncos de madera flotando— ya se utilizó para construir las vigas principales de la catedral de Montauban a partir de la madera talada en el valle del Aure. El flotaje desapareció con la construcción de la línea de ferrocarril (ahora reemplazada por un servicio de autobuses) entre Luchon y Montréjeau.
El Garona también se aprovechó para hacer flotar leña de calefacción y de construcción, que llegaba desde el Valle de Arán, en España, hasta Cazère o incluso a la misma Toulouse. El flotaje se hacía en el contexto de los intercambios comerciales libres, aunque posteriormente quedaron sujetos a privilegios, un tema de diferencias locales hasta su desaparición. Así, unos 500-600 hombres cortaban 8000 troncos de madera al año para la región de Toulouse. Las paradas se realizaban en los puertos de Bosost, Lés (hoy en España), Saint-Béat y Fos. Por otra parte, Julien Sacaze supone que Lugdunum Convenarum —hoy Saint-Bertrand-de-Comminges— ya habría sido un antiguo puerto fluvial en la época romana.
Así, en Alto Garona, en 1878, el Garona era navegable en un tramo de unos 190 km.

### Puertos y muelles
En 1847, Toulouse contaba en el Garona con muelles y tres puertos.

### Peajes
La historia de los peajes del río Garona y sus afluentes en la Edad Media ha sido estudiado por el profesor C. Higounet, recogiendo que habría una treintena entre Burdeos y Toulouse.

## Peces migratorios
El Garona y su estuario todavía acogen a las ocho especies de peces migratorios diádromos: gran sábalo, sábalo falso, anguila, esturión europeo, lamprea, lamprea de mar, salmón del Atlántico y Trucha de mar. El río constituye el eje principal de la migración de esos peces altamente migratorios, que une el Atlántico con los Pirineos. El estuario de la Gironda, verdadero medio de transición, juega un papel clave en la adaptación fisiológica de esos peces de un medio marino a un entorno del río, y viceversa. El Garona es un lugar de reproducción y las graveras de su lecho alojan los huevos. También es un medio nutritivo.
Poco a poco, el impacto de las actividades humanas comenzó a dañar estas poblaciones frágiles. Las extracciones intensivas de áridos, la contaminación del agua y sobre todo las presas alteraron los ecosistemas, haciendo a menudo que las zonas de desove quedasen inaccesibles o sencillamente fuesen destruidas.
Hasta los años 1970-1980 los poderes públicos no extendieron los planes para el rescate de salmón a todas las especies migratorias, imponiendo la construcción de dispositivos de franqueo de presas, previendo alevinages y limitando la pesca, dando futuro al regreso de especies emblemáticas en las comarcas del Garona.
- El esturión europeo se encuentra en la lista roja de especies amenazadas de la Unión Internacional para la Conservación de la Naturaleza (UICN). El sistema La Gironde-Garona-Dordoña alberga los últimos desovaderos.

- La anguila, mucho tiempo considerada perjudicial, es actualmente objeto de atención. Se necesitan medidas de emergencia a nivel nacional y local para proteger la especie.

- El gran sábalo: el Garona y Dordoña han acogido durante mucho tiempo la mayor población de sábalo en Europa. Hoy en día, esta especie de la familia de las sardinas ha experimentado una disminución preocupante. Un plan de salvaguarda de la especie se implementó en 2008.

- La lamprea marina, pescada en la parte baja del Garona, con caña o en nasas. Cocinada «à la bordelaise», encebollada, para su comercialización en conserva. Es la especie migratoria más abundante.

- El salmón del Atlántico, desaparecido en la década de 1970, repuebla gradualmente la cuenca del Garona, gracias al plan de restauración.

## Actividades turísticas
- Canoa-kayak
- Balsismo
- Hidrospeed
- Pesca deportiva y sin muerte
- Natación
- Vela
- Aviron (deporte)
- Motonaútica y esquí náutico
- Navegación fluvial

- Croisière sur la Garonne à Bordeaux.
- Cabane de pêche au filet carré (carrelet) sur pilotis.

## En literatura
La Garonne es, «a la carta, una de las figuras más importantes de la obra de Pierre Gamarra. (...) El Loira tuvo su poeta y novelista con Maurice Genevoix, el Durance el suyo con Giono, el Garona, con Pierre Gamarra tiene su trovador.»

## Anexos

### Afluentes del río Garona
El río Garona tiene muchos afluentes, siendo los más importantes los que recoge la tabla siguiente. Los afluentes se ordenan geográficamente, siguiendo el río desde su nacimiento hasta la desembocadura.
| Ramal | Ramal | Nombre afluente | Nombre afluente           | Nombre afluente           | Nombre afluente           | Río desagua | Desembocadura                                              | Longitud (km) | Cuenca (km²) | Caudal (m³/s) | Departamento(s) por los que corre           | Tramo                | Tramo         |
| ----- | ----- | --------------- | ------------------------- | ------------------------- | ------------------------- | ----------- | ---------------------------------------------------------- | ------------- | ------------ | ------------- | ------------------------------------------- | -------------------- | ------------- |
| I     | -     | Río Neste       | Río Neste                 | Río Neste                 | Río Neste                 | Garona      | Montréjeau                                                 | 73            | 870          | 19,4          | Alto Garona, Altos Pirineos                 | Montaña              | Alto Garona   |
| -     | D     | Río Ger         | Río Ger                   | Río Ger                   | Río Ger                   | Garona      | Pointis-Inard                                              | 37,2          | 200          | 5             | Alto Garona                                 | Piedemonte           | Alto Garona   |
| I     | -     | Río Noue        | Río Noue                  | Río Noue                  | Río Noue                  | Garona      | Mancioux                                                   | 44,2          | 127          | 0,99          | Alto Garona                                 | Piedemonte           | Alto Garona   |
| -     | D     | Río Salat       | Río Salat                 | Río Salat                 | Río Salat                 | Garona      | Roquefort-sur-Garonne                                      | 78            | 1570         | 42,5          | Alto Garona y Ariège                        | Piedemonte           | Alto Garona   |
| -     | D     | Río Arize       | Río Arize                 | Río Arize                 | Río Arize                 | Garona      | Carbonne                                                   | 83,8          | 528          | 5,31          | Alto Garona y Ariège                        | Primer tramo llanura | Alto Garona   |
| I     | -     | Río Louge       | Río Louge                 | Río Louge                 | Río Louge                 | Garona      | Muret                                                      | 100,1         | 486          | 6,14          | Alto Garona                                 | Primer tramo llanura | Alto Garona   |
| -     | D     | Río Ariège      | Río Ariège                | Río Ariège                | Río Ariège                | Garona      | boca                                                       | 163,5         | 4120         | 76,4          | Pirineos Orientales, Ariège y Alto Garona   | Primer tramo llanura | Alto Garona   |
| -     | -     | -               | Río Lèze                  | Río Lèze                  | Río Lèze                  | Ariège      | Clermont-le-Fort y Labarthe-sur-Lèze                       | 70,3          | 351          | 2,01          | Ariège                                      | Primer tramo llanura | Alto Garona   |
| -     | -     | -               | Río Hers-Vif o Grand Hers | Río Hers-Vif o Grand Hers | Río Hers-Vif o Grand Hers | Ariège      | Cintegabelle                                               | 134,9         | 1350         | 15,7          | Ariège, Aude, Alto Garona                   | Primer tramo llanura | Alto Garona   |
| I     | -     | Río Touch       | Río Touch                 | Río Touch                 | Río Touch                 | Garona      | Blagnac y Toulouse                                         | 74,5          | 508          | 3,85          | Alto Garona                                 | 2.º tramo llanura    | Alto Garona   |
| I     | -     | Río Aussonnelle | Río Aussonnelle           | Río Aussonnelle           | Río Aussonnelle           | Garona      | Seilh                                                      | 42,4          | 192          | 0,79          | Alto Garona                                 | 2.º tramo llanura    | Alto Garona   |
| -     | D     | Río Hers-Mort   | Río Hers-Mort             | Río Hers-Mort             | Río Hers-Mort             | Garona      | Grenade y Ondes                                            | 89,3          | 768          | cau           | Francia                                     | 2.º tramo llanura    | Alto Garona   |
| -     | -     | -               | Río Girou                 | Río Girou                 | Río Girou                 | Hers-Mort   | Saint-Sauveur                                              | lon           | area         | cau           | Alto Garona                                 | 2.º tramo llanura    | Alto Garona   |
| I     | -     | Río Save        | Río Save                  | Río Save                  | Río Save                  | Garona      | Grenade                                                    | 148,4         | 1152         | cau           | Francia                                     | 2.º tramo llanura    | Alto Garona   |
| -     | -     | -               | Río Gesse                 | Río Gesse                 | Río Gesse                 | Save        | Cadeillan y Espaon                                         | lon           | area         | cau           | Francia                                     | 2.º tramo llanura    | Alto Garona   |
| I     | -     | Río Gimone      | Río Gimone                | Río Gimone                | Río Gimone                | Garona      | Castelferrus                                               | 135,7         | 840          | cau           | Francia                                     | 2.º tramo llanura    | Tarn y Garona |
| -     | D     | Río Tarn        | Río Tarn                  | Río Tarn                  | Río Tarn                  | Garona      | Boudou y Saint-Nicolas-de-la-Grave                         | 380,2         | 15 700       | cau           | Francia                                     | 2.º tramo llanura    | Tarn y Garona |
| -     | -     | -               | Río Lemboulas             | Río Lemboulas             | Río Lemboulas             | Tarn        | Moissac                                                    | lon           | area         | cau           | Francia                                     | 2.º tramo llanura    | Tarn y Garona |
| -     | -     | -               | Río Aveyron               | Río Aveyron               | Río Aveyron               | Tarn        | Montastruc y Villemade                                     | lon           | area         | cau           | Francia                                     | 2.º tramo llanura    | Tarn y Garona |
| -     | -     | -               | -                         | Río Vère                  | Río Vère                  | Aveyron     | Bruniquel                                                  | lon           | area         | cau           | Francia                                     | 2.º tramo llanura    | Tarn y Garona |
| -     | -     | -               | -                         | Río Cérou                 | Río Cérou                 | Aveyron     | Milhars                                                    | lon           | area         | cau           | Francia                                     | 2.º tramo llanura    | Tarn y Garona |
| -     | -     | -               | -                         | Río Viaur                 | Río Viaur                 | Aveyron     | Laguépie                                                   | 166           | 1530         | 15,2          | Aveyron, Tarn, Tarn y Garona                | 2.º tramo llanura    | Tarn y Garona |
| -     | -     | -               | -                         | -                         | Río Céor                  | Viaur       | Saint-Just-sur-Viaur]                                      |               | 340          | 4,6           | Francia                                     | 2.º tramo llanura    | Tarn y Garona |
| -     | -     | -               | Río Tescou                | Río Tescou                | Río Tescou                | Tarn        | Montauban                                                  | lon           | area         | cau           | Francia                                     | 2.º tramo llanura    | Tarn y Garona |
| -     | -     | -               | Río Agout                 | Río Agout                 | Río Agout                 | Tarn        | Coufouleux y Saint-Sulpice                                 | lon           | area         | cau           | Francia                                     | 2.º tramo llanura    | Tarn y Garona |
| -     | -     | -               | -                         | Río Dadou                 | Río Dadou                 | Agout       | Ambres y Giroussens                                        | lon           | area         | cau           | Francia                                     | 2.º tramo llanura    | Tarn y Garona |
| -     | -     | -               | -                         | Río Sor                   | Río Sor                   | Agout       | Sémalens                                                   | lon           | area         | cau           | Francia                                     | 2.º tramo llanura    | Tarn y Garona |
| -     | -     | -               | -                         | Río Thoré                 | Río Thoré                 | Agout       | Castres y Navès                                            | lon           | area         | cau           | Francia                                     | 2.º tramo llanura    | Tarn y Garona |
| -     | -     | -               | -                         | -                         | Río Arn                   | Thoré       | Mazamet                                                    | lon           | area         | cau           | Francia                                     | 2.º tramo llanura    | Tarn y Garona |
| -     | -     | -               | -                         | Río Gijou                 | Río Gijou                 | Agout       | Lacrouzette y Vabre                                        | lon           | area         | cau           | Francia                                     | 2.º tramo llanura    | Tarn y Garona |
| -     | -     | -               | Río Rance                 | Río Rance                 | Río Rance                 | Tarn        | Curvalle y La Bastide-Solages                              | lon           | area         | cau           | Francia                                     | 2.º tramo llanura    | Tarn y Garona |
| -     | -     | -               | Río Dourdou de Camarès    | Río Dourdou de Camarès    | Río Dourdou de Camarès    | Tarn        | Broquiès y Saint-Izaire                                    | lon           | area         | cau           | Francia                                     | 2.º tramo llanura    | Tarn y Garona |
| -     | -     | -               | Río Dourbie               | Río Dourbie               | Río Dourbie               | Tarn        | Millau                                                     | lon           | area         | cau           | Francia                                     | 2.º tramo llanura    | Tarn y Garona |
| I     | -     | Río Arrats      | Río Arrats                | Río Arrats                | Río Arrats                | Garona      | Saint-Loup                                                 | 131           | 950          | cau           | Francia                                     | 2.º tramo llanura    | Tarn y Garona |
| -     | D     | Río Barguelonne | Río Barguelonne           | Río Barguelonne           | Río Barguelonne           | Garona      | Lamagistère y Valence                                      | 61,1          | 552          | cau           | Francia                                     | 2.º tramo llanura    | Tarn y Garona |
| I     | -     | Río Auroue      | Río Auroue                | Río Auroue                | Río Auroue                | Garona      | Saint-Nicolas-de-la-Balerme y Saint-Sixte                  | 62,4          | 200          | cau           | Lot y Garona                                | 2.º tramo llanura    | Lot y Garona  |
| -     | D     | Río Séoune      | Río Séoune                | Río Séoune                | Río Séoune                | Garona      | Boé y Lafox                                                | 64,9          | 463          | cau           | Francia                                     | 2.º tramo llanura    | Lot y Garona  |
| I     | -     | Río Gers        | Río Gers                  | Río Gers                  | Río Gers                  | Garona      | Layrac                                                     | 175,4         | 1227         | cau           | Lot y Garona                                | 2.º tramo llanura    | Lot y Garona  |
| I     | -     | Río Auvignon    | Río Auvignon              | Río Auvignon              | Río Auvignon              | Garona      | Feugarolles                                                | 55,7          | 303          | cau           | Lot y Garona                                | 2.º tramo llanura    | Lot y Garona  |
| I     | -     | Río Baïse       | Río Baïse                 | Río Baïse                 | Río Baïse                 | Garona      | Saint-Léger                                                | 187,7         | 2910         | cau           | Lot y Garona                                | 2.º tramo llanura    | Lot y Garona  |
| -     | -     | -               | Río Gélise                | Río Gélise                | Río Gélise                | Baïse       | Lavardac                                                   | lon           | area         | cau           | Francia                                     | 2.º tramo llanura    | Lot y Garona  |
| -     | -     | -               | -                         | Río Osse                  | Río Osse                  | Gélise      | Andiran y Nérac                                            | lon           | area         | cau           | Francia                                     | 2.º tramo llanura    | Lot y Garona  |
| -     | -     | -               | -                         | Río Auzoue                | Río Auzoue                | Gélise      | Mézin                                                      | lon           | area         | cau           | Francia                                     | 2.º tramo llanura    | Lot y Garona  |
| -     | -     | -               | Río Petite Baïse          | Río Petite Baïse          | Río Petite Baïse          | Baïse       | L'Isle-de-Noé                                              | lon           | area         | cau           | Francia                                     | 2.º tramo llanura    | Lot y Garona  |
| -     | D     | Río Lot         | Río Lot                   | Río Lot                   | Río Lot                   | Garona      | Aiguillon                                                  | 485           | 11 254       | 155           | Lozère, Aveyron, Cantal, Lot y Lot y Garona | 2.º tramo llanura    | Lot y Garona  |
| -     | -     | -               | Río Lède                  | Río Lède                  | Río Lède                  | Lot         | Casseneuil                                                 | lon           | area         | cau           | Francia                                     | 2.º tramo llanura    | Lot y Garona  |
| -     | -     | -               | Río Célé                  | Río Célé                  | Río Célé                  | Lot         | Bouziès y Tour-de-Faure                                    | lon           | area         | cau           | Francia                                     | 2.º tramo llanura    | Lot y Garona  |
| -     | -     | -               | Río Dourdou de Conques    | Río Dourdou de Conques    | Río Dourdou de Conques    | Lot         | Grand-Vabre                                                | 83,8          | 550          | 7,47          | Aveyron                                     | 2.º tramo llanura    | Lot y Garona  |
| -     | -     | -               | Río Truyère               | Río Truyère               | Río Truyère               | Lot         | Entraygues-sur-Truyère                                     | 170           | 3300         | 69,5          | Lozère, Cantal y Aveyron                    | 2.º tramo llanura    | Lot y Garona  |
| -     | -     | -               | -                         | Río Goul                  | Río Goul                  | Truyère     | Saint-Hippolyte                                            | 52            | area         | cau           | Francia                                     | 2.º tramo llanura    | Lot y Garona  |
| -     | -     | -               | -                         | Río Bès                   | Río Bès                   | Truyère     | (retenida por barrage de Grandval, Faverolles y Fridefont) | 66,7          | area         | cau           | Francia                                     | 2.º tramo llanura    | Lot y Garona  |
| -     | -     | -               | Río Colagne               | Río Colagne               | Río Colagne               | Lot         | Le Monastier-Pin-Moriès y Saint-Bonnet-de-Chirac           | lon           | area         | cau           | Lot y Garona                                | 2.º tramo llanura    | Lot y Garona  |
| -     | D     | río Tolzac      | río Tolzac                | río Tolzac                | río Tolzac                | Garona      | Tonneins                                                   | 47,8          | 255          | 1,33          | Lot y Garona                                | 2.º tramo llanura    | Lot y Garona  |
| I     | -     | Río Avance      | Río Avance                | Río Avance                | Río Avance                | Garona      | Gaujac                                                     | 56,4          |              |               | Lot y Garona                                | 2.º tramo llanura    | Lot y Garona  |
| -     | D     | Río Dropt       | Río Dropt                 | Río Dropt                 | Río Dropt                 | Garona      | Caudrot y Casseuil                                         | 132,4         | 1350         | 6,03          | Dordogne, Lot-et-Garonne y Gironde          | 2.º tramo llanura    | Gironde       |
| I     | -     | Río Ciron       | Río Ciron                 | Río Ciron                 | Río Ciron                 | Garona      | Barsac                                                     | 96,9          | 1500         | cau           | Francia                                     | 2.º tramo llanura    |               |

- Garonne (estuaire de la Gironde : Ambès et Bayon-sur-Gironde)

### Localidades a lo largo del río Garona
Las principales localidades a lo largo del río Garona se enumeran a continuación; la mayoría tienen un significado histórico o tradición cultural que las relaciona con el río. Se listan desde el nacimiento del río hasta su final y los habitantes corresponden todos al año 2014. Se destacan en negrita las localidades de más de 2000 habitantes y en versalita las mayores de 20000 habitantes .